# Tangshuang pu
Das chinesische Werk namens Rohrzucker-Handbuch (chinesisch 糖霜谱 Tangshuang pu) aus dem Jahr 1154 der Song-Dynastie ist die früheste Monographie über Rohrzucker. Es wurde von Wang Zhuo (王灼) verfasst. Es umfasst einen Band (juan) und ist unterteilt in sieben Kapitel (pian). In dem Werk werden Zuckerrohrarten und Rohrzuckerherstellung behandelt sowie seine Verwendung diskutiert. Es ist eine wichtige Quelle für die Geschichte der chinesischen Ess- und Trinkkultur.